# Medaglia della campagna militare del 1864
La medaglia della campagna militare del 1864 fu una medaglia di benemerenza concessa sia dell'Impero austriaco che dal Regno di Prussia.

## Storia
Questa medaglia venne stabilita di comune accordo il 10 novembre 1864 dal Re Guglielmo I di Prussia e dall'imperatore Francesco Giuseppe d'Austria per ricompensare tutte quelle persone che avessero partecipato alla guerra contro la Danimarca nel 1864. Vista la particolarità dell'occasione, la decorazione venne conferita in maniera identica sia dalla Prussia che dall'Austria.

## Insegne
La medaglia consisteva in una coniazione rotonda, realizzata col bronzo dei cannoni strappati al nemico e sul diritto presentava le iniziali "W" e FJ" per i nomi dei fondati (Wilhelm e Franz Joseph), coronate dalle rispettive corone di stato.
Sul retro, invece, la medaglia rappresentava una corona d'alloro entro la quale si trovava la scritta "UNSEREN TAPFERN KRIEGERN 1864" (insieme per la campagna del 1864). Sul retro, invece, si trovava la scritta "AUS EROBERTEM GESCHÜTZ" (dai cannoni catturati).
Il nastro dell'ordine era nero con una fascia bianca su un lato ed una gialla sull'altro.